# 駒場野鶉狩
駒場野鶉狩（こまばのうずらがり）は、江戸時代、将軍によって秋に行われた鷹狩である。年中行事の一つ。「小鷹狩」とも称した。

## 経緯
将軍徳川家光の時から行われたが、恒例とはならず、享保年間、徳川吉宗の時、軍隊の駆引演習のために、また田野を跋渉し、農民の困苦の実情を視察するために、毎年行われたので定例となった。毎年10月、11月の吉日を選んで行った。当日は、番頭、番士、鷹匠以下、美々しく粧い、番頭の支配により進退するのが例であった。将軍は騎馬で、若年寄以下近侍、中奥の人々は騎馬で扈従して、狩場に到着すると、番頭、番士などが勢子を入れて、ウズラを狩り出す。近侍の人々がこれにタカを合わせるものである。終ってのち、将軍は高所の休憩所で番頭、番士以下の馬術を上覧し、のち一同に酒肴を賜った。14代将軍徳川家茂以後は天下多事のために廃せられた。

## 地理
駒場野（東京都目黒区駒場）は将軍が鷹狩を行った所で、広さは16万坪あった。